# Come On to Me (Major Lazer)
Come On to Me is een nummer van het Amerikaanse electro-trio Major Lazer en de Jamaicaanse zanger Sean Paul uit 2014. Het is de tweede en laatste single van Major Lazer's EP Apocalypse Soon.
Het nummer werd een klein hitje in Nederland, België en Frankrijk. In Nederland haalde het de 2e plek in de Tipparade, en in Vlaanderen de 10e plek in de Tipparade.